# Piekoszów (przystanek kolejowy)
Piekoszów – przystanek kolejowy w mieście Piekoszów położony niedaleko DW761. Położony jest na lk61 (Kielce Główne – Fosowskie). Przystanek powstał w 2024 roku i obsługuje połączenia regionalne do Kielc, Włoszczowy i Częstochowy.